# Antarktistraktaten
Antarktistraktaten (engelsk: The Antarctic Treaty) er en international aftale fra 1. december 1959, der handler om is- og landområderne syd for 60 grader sydlig bredde. Traktaten blev tiltrådt af 12 stater, der alle havde aktiviteter i Antarktis i det internationale geofysiske år (1957-58). Traktaten blev underskrevet af Argentina, Australien, Belgien, Chile, Frankrig, Japan, New Zealand, Norge, Sydafrika, Storbritannien, USA og det tidligere Sovjetunionen og trådte i kraft den 23. juni 1961.
Hovedformålet med traktaten var at sikre, at Antarktis for altid skal bruges til fredelige formål og ikke være sted eller genstand for internationale konflikter. Traktaten indeholder blandt andet et forbud mod militære baser i Antarktis og forbud mod kernefysiske sprængninger samt deponering af radioaktivt materiale.
I 1998 trådte protokollen om miljøbeskyttelse af Antarktis i kraft. Denne udpeger Antarktis som et naturreservat, viet fred og videnskab og forpligtiger parterne til en omfattende beskyttelse af miljøet i Antarktis og tilknyttede økosystemer.
De stater, der har tiltrådt traktaten, skal ikke gøre noget for at hævde, støtte eller benægte territoriale krav i Antarktis, men slår fast, at staterne ikke har opgivet deres territoriale krav ved tiltrædelsen af traktaten.

## Ekstern henvisning
- The Antarctic Treaty Arkiveret 22. april 2004 hos  Wayback Machine. Scientific Committee on Antarctic Research (SCAR) (engelsk)